# Overlord (2018)
Overlord (br: Operação Overlord) é um filme de terror/suspense de 2018 dirigido por Julius Avery e escrito por J.J. Abrams. O filme conta com um elenco com Jovan Adepo, Wyatt Russell, Mathilde Ollivier e Iain De Caestecker. O lançamento ocorreu no dia 8 de novembro de 2018 no Brasil e no dia seguinte nos EUA.
O filme foi um dos selecionado para a 42ª Mostra Internacional de Cinema de São Paulo.

## Sinopse
Uma tropa de paraquedistas americanos é lançada atrás das linhas inimigas para uma missão crucial. Mas, quando se aproximam do alvo, percebem que não é só uma simples operação militar e tem mais coisas acontecendo no lugar, que está ocupado por nazistas.

## Elenco
- Jovan Adepo como Boyce
- Wyatt Russell como Corporal Ford
- Iain De Caestecker como Morton Chase
- Mathilde Ollivier como Chloé
- Mark McKenna como Murphy
- Jacob Anderson como Dawson
- Patrick Brammall como Oficial Americano
- Erich Redman como Dr. Schmidt
- Pilou Asbæk como Wafner
- John Magaro como Tibbet
- Bokeem Woodbine como Rensin
- Marc Rissmann como Scherzer

## Lançamento
Distribuído pela Paramount Pictures umas das companhias produtoras, o filme foi lançado no dia 8 de novembro de 2018 no Brasil, e em 9 de novembro de 2018 nos EUA.

## Bilheteria
No Brasil o filme não teve uma bilheteria tão alta como nos EUA, tendo arrecado na terceira semana R$ 194 mil. Já nos EUA, a bilheteria na segunda semana conseguiu arrecadar quase metade do orçamento, sendo o valor de USD 18 milhões.